# ONIOM
ONIOM（オニオム、our own N-layered integrated molecular orbital and molecular mechanics）法は、諸熊奎治らによって開発された計算手法である。ONIOM法は複数のレベルの手法を組み合わせるハイブリッド法であり、分子/系の異なる部分にそれぞれの手法を適用し、短縮した計算時間で信頼できる構造とエネルギーを計算することができる。扱える計算手法には非経験的手法(ab initio QM)や密度汎関数法 (DFT)、密度汎関数法に基づくタイトバインディング法 (DFTB)、半経験的手法、分子力学法 (MM) がある。階層レベルは2つ（QM/MM）や3つ（QM/QM'/MM）などが選べる。この階層構造をタマネギに例えて命名された。
ONIOM法は生体分子系や遷移金属錯体、触媒に対して特に有用である。

## ONIOM法をサポートするプログラム
- Gaussian
- NWChem